# 斜里山道
斜里山道は、斜里越とも呼ばれる、標津から標津川沿いにさかのぼり西シカンチウシ付近で北に向かい、ルチシ峠を越えワツカオイ(若生)を経て斜里に至る道。もともと蝦夷（アイヌ）の通り道であるが、文化元年前後(1804年前後)に八王子千人同心千人頭原胤敦によって改修・開削された。工事は斜里、根室、釧路の三場所の蝦夷が請負った。